# Michele Abbondanza
Michele Abbondanza (Riva del Garda, 22 agosto 1960) è un danzatore e coreografo italiano.

## Biografia
Studia a New York presso la Merce Cunningham School e il Nikolais/Louis Dance Lab, le scuole di Merce Cunningham e Alwin Nikolais. Nel 1982 entra nella compagnia "Teatro e Danza la Fenice" diretta da Carolyn Carlson e partecipa alla seconda creazione della Carlson per il gruppo veneziano: Underwood. Nel 1983 è tra gli interpreti di L'orso e la luna (che poi sarà modificato e prenderà il titolo di Chalk Work), sempre della Carlson e di Anonymit di Jorma Uotinen. Nel 1984 è cofondatore del gruppo Sosta Palmizi e partecipa alla creazione collettiva de il Cortile (1985 - Premio Narni opera prima e Premio UBU). Nello stesso anno si cimenta con una creazione individuale per il Festival Oriente Occidente, un Solo dal titolo Il prete (Puer cum puellula). Nel 1986 è chiamato per il servizio civile, ma riesce ugualmente a collaborare alla seconda creazione collettiva della compagnia, Tufo, pur essendo impossibilitato a prendervi parte come interprete. L'ultimo lavoro con la Sosta Palmizi è la partecipazione come interprete a Dai Colli (1987), coreografia di Giorgio Rossi e scene di Andrea Pazienza, che segna la sua uscita dalla compagnia. Sempre nel 1987 insegna all'Accademia Antoniana di Arte Drammatica di Bologna. Nel 1988 Carolyn Carlson lo chiama a Parigi come suo assistente e lo invita a prendere parte a Dark, la nuova produzione alla quale la coreografa sta lavorando con la compagnia del Théâtre de la Ville. In questa occasione incontra Antonella Bertoni, che diventerà sua compagna nella vita e nell'arte. Il primo lavoro insieme dei due danzatori è Terramara (1991), seguono Pabbaja-abbandono della casa (1994), Spartacus-il dì che più non c'è (1995) e Mozart Hotel (1997). Quest'ultimo spettacolo è stato poi trasformato in una versione "da strada" intitolata Mozart Strasse ed eseguita in cinque luoghi della città di Rovereto nell'ambito del festival Oriente Occidente del '97. Nel 1992 è co-protagonista, con Alessandra Ferri, del film documentario La luna incantata prodotto da Rai Due, per la regia di Vittorio Nevano e coreografie di Fabrizio Monteverde, che vince il Primo Premio della sezione video al Festival di Cannes 1993. Nell'agosto 1995, insieme ad Antonella Bertoni e agli altri componenti della ex Compagnia Sosta Palmizi partecipa al film di Bernardo Bertolucci Io ballo da sola. Nello stesso anno nasce ufficialmente la compagnia Abbondanza/Bertoni, che nel 1997, insieme alla regista Letizia Quintavalla e al drammaturgo Bruno Stori del Teatro delle Briciole di Parma, produce lo spettacolo di teatro ragazzi Romanzo d'infanzia (vincitore premio ETI-Stregagatto 1997/98), e nel 1999 lo spettacolo Fiaba buia. Nel 2000 i due coreografi creano  Figli d'Adamo, per la compagnia Aterballetto di Reggio Emilia. 	
Nel 2002 la Compagnia Abbondanza/Bertoni produce lo spettacolo Alcesti, prima tappa della trilogia "Ho male all'altro", un percorso nel tragico ispirato al tema del sacrificio per amore che prosegue nel 2004 con Medea e nel 2005 con Polis. Quest'ultima produzione ha debuttato nell'ambito del Festival Oriente Occidente di Rovereto.
Nel 2006 Abbondanza è autore, insieme ad Antonella Bertoni, dell'assolo interpretato da quest'ultima intitolato Try. La creazione 2007 della compagnia è Capricci, che ha debuttato il 19 ottobre a Modena nell'ambito del Festival Vie, mentre la produzione del 2008 è Un giorno felice (debutto nel dicembre a Napoli).
Michele Abbondanza dal 1997 è docente di teatrodanza alla Scuola di Teatro "Giorgio Strehler" del Piccolo Teatro di Milano diretto da Luca Ronconi. Nel 2004 ha curato i movimenti scenici dell’Edipo re di Sofocle, regia di Roberto Guicciardini, per il XL ciclo di rappresentazioni classiche al Teatro Greco di Siracusa.